# Hofanlage Brookstraße 52
Die Hofanlage Brookstraße 52 in Berne-Hekelermoor stammt aus dem 19. Jahrhundert.
Aktuell (2023) wird sie landwirtschaftlich genutzt.
Die Gebäude stehen unter Denkmalschutz (siehe auch Liste der Baudenkmale in Berne).

## Beschreibung
Die Hofanlage besteht aus:
- dem eingeschossigen giebelständigen Wohn- und Wirtschaftsgebäude aus der Mitte des 19. Jahrhunderts als Zweiständer-Hallenhaus in Fachwerk mit Steinausfachungen, Krüppelwalmdach mit großer späterer Schleppgaube, Niedersachsengiebel mit Uhlenloch sowie der Grooten Door mit Korbbogen; Wohnteil durch neueres Wohnhaus ersetzt[2]
- dem kleinen eingeschossigen massiven verklinkerten Nebengebäude aus der ersten Hälfte des 20. Jahrhunderts mit Satteldach; früher wohl Werkstatt[3]
- der Scheune aus der Mitte des 19. Jahrhunderts in Fachwerk als Ankerbalkenkonstruktion, teils mit Steinausfachungen, teils verbohlt sowie mit Walmdach, Querdurchfahrt und einer jüngeren nördlichen Kübbung mit Schleppdach[4]
- sowie weiteren nicht denkmalgeschützten Nebenanlagen.

Der Hof steht neben der Hofanlage Brookstraße 50.
Das Landesdenkmalamt befand: „… geschichtliche Bedeutung … [als] Gruppe von zwei nebeneinanderliegenden Hofanlagen … .“